# Borca, Neamț
Borca este satul de reședință al comunei cu același nume din județul Neamț, Moldova, România.